# Кабинет де Вевера
Кабинет министров Барта де Вевера — действующее правительство Бельгии под руководством премьер-министра Барта де Вевера. Сформировано по результатам парламентских выборов 9 июня 2024 года. Кабинет приведён к присяге 3 февраля 2025 года. В коалицию вошли «Новый фламандский альянс», «Реформаторское движение», Les Engagés, «Вперёд» и «Христианские демократы и фламандцы». Такую коалицию по цветам входящих в неё партий называют «аризонской», что является отсылкой к флагу Аризоны. Коалиция имеет большинство — 81 из 150 мест в Палате представителей. Кабинет де Вевера сменил кабинет под руководством премьер-министра Александра Де Кро.

## Распределение портфелей

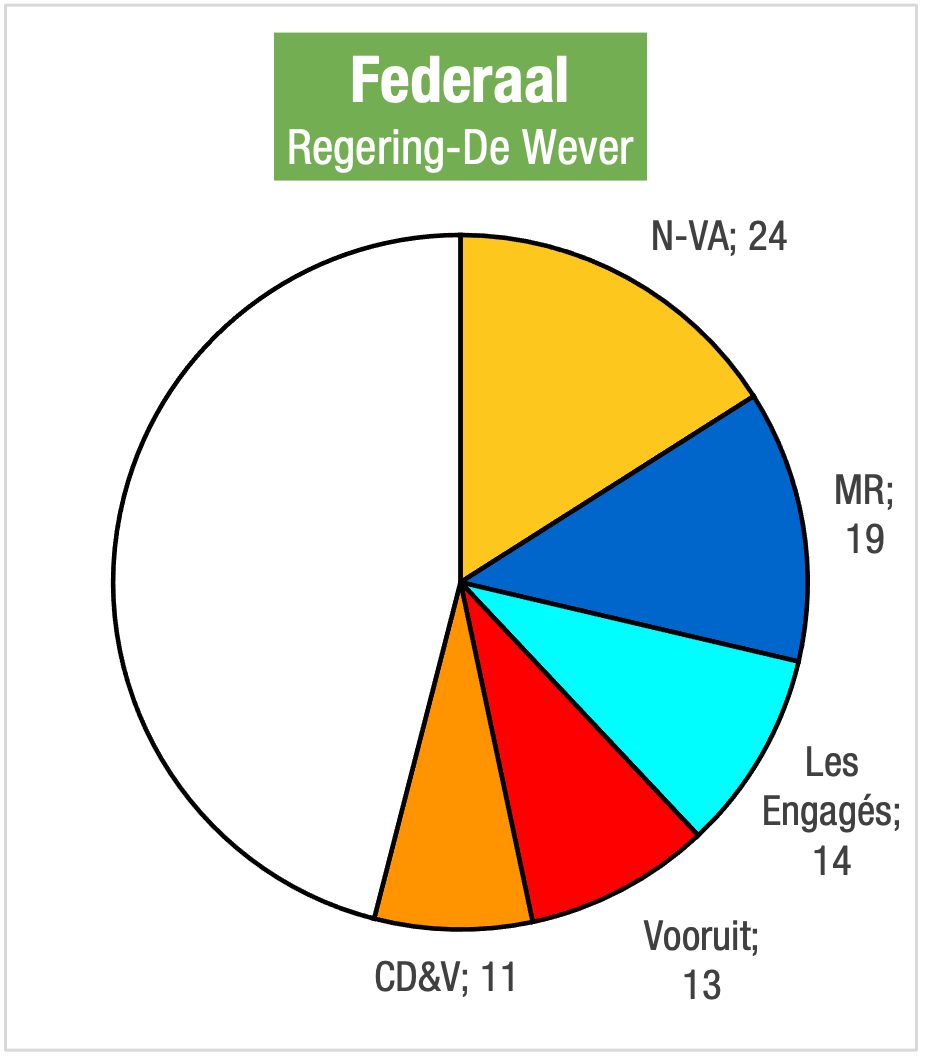
Распределение мест в Палате представителей

|  | «Новый фламандский альянс»           | 4 |
|  | «Реформаторское движение»            | 4 |
|  | Les Engagés                          | 3 |
|  | «Вперёд»                             | 2 |
|  | «Христианские демократы и фламандцы» | 2 |

## Состав
| Пост | Изображение | Имя                 | Период полномочий | Партия                               |
| --- | ----------- | ------------------- | ----------------- | ------------------------------------ |
| Премьер-министр |             | Барт де Вевер       | с 3 февраля 2025  | «Новый фламандский альянс»           |
| Вице-премьер и министр занятости, экономики и сельского хозяйства |             | Давид Кларинваль    | с 3 февраля 2025  | «Реформаторское движение»            |
| Вице-премьер и министр иностранных дел, европейских дел и сотрудничества в области развития |             | Максим Прево        | с 3 февраля 2025  | Les Engagés                          |
| Вице-премьер и министр социальных дел и здравоохранения, ответственный за борьбу с бедностью |             | Франк Ванденбрукке  | с 3 февраля 2025  | «Вперёд»                             |
| Вице-премьер и министр бюджета, ответственный за административное упрощение |             | Винсент Ван Петегем | с 3 февраля 2025  | «Христианские демократы и фламандцы» |
| Вице-премьер и министр финансов |             | Ян Ямбон            | с 3 февраля 2025  | «Новый фламандский альянс»           |
| Министр юстиции, ответственный за Северное море |             | Аннелис Верлинден   | с 3 февраля 2025  | «Христианские демократы и фламандцы» |
| Министр безопасности и внутренних дел, ответственный за Белирис |             | Бернар Кентен       | с 3 февраля 2025  | «Реформаторское движение»            |
| Министр обороны, ответственный за внешнюю торговлю |             | Тео Франкен         | с 3 февраля 2025  | «Новый фламандский альянс»           |
| Министр мобильности, климата и экологического перехода |             | Жан-Люк Крюк        | с 3 февраля 2025  | Les Engagés                          |
| Министр деятельности государственных органов и модернизации управления, ответственный за государственные предприятия, государственную службу, управление государственной собственностью, цифровые технологии и федеральные научные учреждения |             | Ванесса Матц        | с 3 февраля 2025  | Les Engagés                          |
| Министр по вопросам защиты потребителей, борьбы с социальным мошенничеством, людей с ограниченными возможностями и равных возможностей |             | Роб Бендерс         | с 3 февраля 2025  | «Вперёд»                             |
| Министр убежища, миграции и социальной интеграции, ответственный за политику крупных городов |             | Аннелен Ван Боссёйт | с 3 февраля 2025  | «Новый фламандский альянс»           |
| Министр энергетики |             | Матьё Биэ           | с 3 февраля 2025  | «Реформаторское движение»            |
| Министр по делам среднего класса, частного, малого и среднего предпринимательства |             | Элеонора Симоне     | с 3 февраля 2025  | «Реформаторское движение»            |